# معمودية الغمر

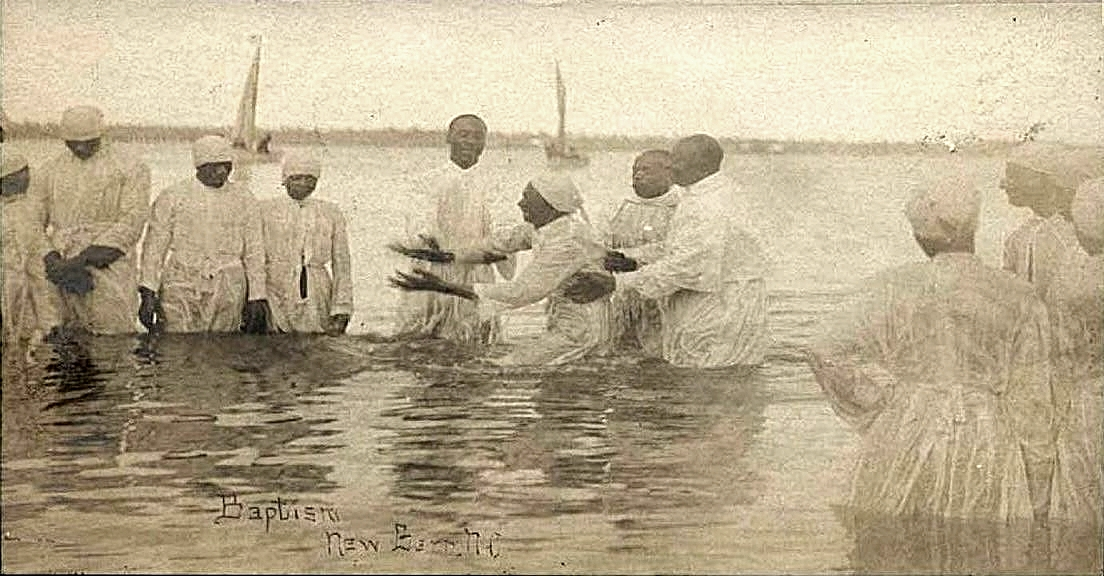
معمودية الغمر في نيو بيرن، نهر كارولينا الشمالية في مطلع القرن العشرين.

معمودية الغمْر (أو، المعمودية بالغمْر أو المعمودية عن طريق الغمْر) هي طريقة معمودية تختلف عن المعمودية بالسكب والرش بالماء المقدس، وأحيانًا دون تحديد إذا كان الغمر كليًا أو جزئيًا؛ إنما يشيع استخدامها للإشارة إلى أن الشخص الذي عُمّد قد غُمر بالماء تمامًا. ويُشير المصطلح كذلك، بصورةٍ أقل شيوعًا، إلى أشكال المعمودية التي تضمّ الانغماس الجزئي بالماء فقط (يُنظر قسم الاصطلاح أدناه).

## الاصطلاح
بالنسبة للبعض، تُشير المعمودية بالغمر إلى غمر كامل الجسم تحت سطح الماء.
في حين يرى آخرون أن الغمر في المعمودية قد يكون بشكل كامل أو جزئي، ولا يعتقدون أنه من تحصيل الحاصل وصف شكل معين من معمودية الغمر على أنه «كامل» أو «كلي».
ومع ذلك، يستخدم البعض الآخر مصطلح «معمودية الغمر» للدلالة على مجرد الغمر الجزئي عن طريق غمس الرأس في الماء، أو عن طريق سكب الماء على رأس شخصٍ يقف في حوض التعميد، وللكلام عن المعمودية التي تتضمّن غمْر كامل للجسم تحت الماء، يستخدمون مصطلح «المعمودية بالتغطيس».

## المسيحية المبكرة
إجمالًا، ثمة إجماع لدى الباحثين أن الكنيسة في المسيحية المبكرة عمدت بالغمْر، واستخدمت أشكالًا أخرى من المعمودية. من الممكن أن الغمر كان العُرف حينها؛ إنما استُخدم كذلك الرش بالماء المقدس والغمْر، بصورته الجزئية أو الكلية، في أوقات وأماكن مختلفة. عادةً ما أُجريت معمودية المرضى أو المحتضرين بوسائل غير الغمر الجزئي، وكانت تُعتبر بديلًا صالحًا.
يذكر بعض الكتاب تعميدَ المسيحيين الأوائل بالغمر الكامل (أي تغطيس الشخص المعمَّد)، أو ينقلون أن الأفضلية كانت للغمْر الكامل. ينقل كتاب آخرون عن المسيحيين الأوائل أنهم تعمدوا بالتغطيس أو بالغمْر. في أحد أشكال المعمودية في المسيحية المبكرة، وقف الشخص المعمَّد في الماء وسُكب الماء على القسم العلوي من جسمه. ويذكر قاموس أكسفورد للكنيسة المسيحية أنه ابتداءً من القرن الثاني، أصبحت المعمودية تؤدّى بطريقة «غمْر جزء من الجسم في ماء المعمودية الذي يُسكَب على باقي الجسم».

### الشواهد الأثرية
يتفق كلٌّ مِن ويليام سانفورد لا سور، ولوتار هايتسر، وجان شارل بيكار، وملكا بن بيتشات، وإفريت فيرغيسون أن المعمودية في المسيحية المبكرة نُفّذت عادةً عبر الغمْر التام. يعتبر سانفورد لا سور (1987) أن الأدلة الأثرية تشهد أكثر لتفضيل الغمر التام. وكذلك الأمر بالنسبة لوتار هايتسر (1986) الذي يرى أن الأدلة الأدبية والصور تُشير إلى الغمر التام. توصّل جان شارل بيكار (1989) إلى نفس النتيجة، وكذلك ملكا بن بيتشات (1989). تدعم الدراسة التي أجرتها إفريت فيرغيسون (2009) وجهة نظر لا سور، وهايتسر، وبيكار، وبن بيتشات. ويذكر فرانك كيه فلين أن الغمْر كان بصورة كلية، وأن الكنيسة المسيحية المبكرة فضّلت الغمْر التامّ في جدول ماء أو في البحر، وإذا لم يكن ذلك متاحًا، ففي نافورة أو حوض بحجم الحمام.
في معرض تعليقها على ممارسات الكنيسة المسيحية المبكرة، تتحدث المراجع الأخرى عن الغمر دون تحديد ما إذا كان كليًا أم جزئيًا. تنقلُ موسوعة معاصرةٌ للكتاب المقدس «إجماع العلماء» على أن معمودية يوحنا المعمدان والرسل مُورست بالغمْر. يذكر قاموس الكتاب المقدس الموحّد أن المعمودية عادةً ما تمّت بالغمْر. ضمن غيره من المصادر، يذكر هيو أوليفانت أولد أن الغمر (رغم أنه ليس الوسيلة الوحيدة للمعمودية)، استُخدم بشكل شائع. ويقول غرايمز: «من شبه المؤكّد أن المعمودية في المسيحية المبكرة تمثّلت في تعميد البالغين عن طريق الغمْر». في حين يذكر هاورد مارشال أن الغمْر كان العُرف السائد، إنما مع وجود ممارسات السكب والرش بالماء المقدس، لأن «الشواهد الأثرية تدعم وجهة النظر القائلة بأن المعمودية المسيحية في بعض المناطق كانت تنفذ طقوسها بسكب الماء المقدس». اعتبر كلٌّ مِن بورتر وكروس أنّ ذلك الرأي «حجة مقنعة». ويرى لوري غاي أن الغمر كان على الأرجح هو السائد، إنما في أوقات مختلفة وأماكن مختلفة، لربما كان الغمر الجزئي والسكب معمولًا بهما. تذكر نانسي تيشلر أنّ الغمر على ما يبدو كان الممارسة الأكثر شيوعًا. ويعتبر ستاندر ولو بأن الانغماس كان الممارسة السائدة في الكنيسة المسيحية المبكرة. يقول غرينز إن العهد الجديد لا يصف بالتحديد ما يفعله الشخص المعمِّد بالشخص المعمَّد، عندما يكون كلاهما في الماء، لكنه يعقّب قائلًا: «على أي حال، نستنتج أنه من بين الأنماط الثلاثة يُعتبر الغمْر الأكثر شيوعًا –بالاستناد إلى النصّ المقدّس والتاريخ، ومن الناحية اللاهوتية. لهذا السبب، ففي الظروف العادية، يبدو أنه كان الممارسة المفضلة، بل والوحيدة، للكنيسة». يتفق معظم العلماء على أن الغمْر من ممارسات كنيسة العهد الجديد.
يرِد في قاموس أكسفورد للكتاب المقدس (2004) ما يلي: «تُثبت الأدلة الأثرية للمسيحية في القرون الأولى أن المعمودية مورست أحيانًا عن طريق التغطيس أو الغمر... وكذلك عن طريق السكب من إناء عبر صبّ الماء على رأس الشخص المعمَّد...»
كما يستنتج تأريخ كامبريدج للمسيحية (2006) من الشواهد الأثرية أن صب الماء ثلاث مرات على الرأس كان طقسًا معتادًا.
كتب روبن جينسن قائلًا: «أحيانًا ما يفترض المؤرخون أن المعمودية تتمّ عن طريق الغمر الكامل –أو تغطيس– للجسم. ومع ذلك، فإن الأدلة الأثرية والمشاهدة في الأيقونات غير محددة بشأن هذه النقطة. فالعديد من أجران المعمودية المتبقية –إن لم نقل معظمها– ليست عميقةً بما فيه الكفاية لتتيح المعمودية بالغمر. بالإضافة إلى ذلك، يُظهر عدد كبير من الرسوم أن مياه المعمودية تُسكب فوق رأس الشخص المعمَّد (السكب بالماء المقدس)، إما من شلال، أو عينِ ماء، أو أي نوع من الآنية الدينية». يشكّك قاموس إيردمان للكتاب المقدس كذلك «بالافتراض التقليدي أن جميع ممارسات معمودية كنيسة العهد الجديد تمّت عن طريق الغمر»، ويذكر أن بعض أجران المعمودية في الكنيسة المبكرة كانت عميقة بما يكفي للوقوف فيها، إنما ليست واسعة بما يكفي للاستلقاء فيها، مُشيرًا إلى التصوير القديم للمسيح في المعمودية والذي يُظهره واقفًا في مياهٍ تبلغُ وسطه. فالغمر الذي مارسه المسيحيون الأوائل في المعمودية «لم يكن يعني بالضرورة الغمر الكامل في الماء». ورغم أنه قد يكون الممارسة المعتادة، فإنه لم يُعتبر الطريقة الضرورية للمعمودية؛ إذًا، فقد استُخدمت طرق أخرى كذلك. كما يمكن القول إن التغطيس، على عكس الغمْر الجزئي، قد كان ممارسًا على نطاق ضيق في المسيحية المبكرة.

### بواكير أوصاف المعمودية المسيحية خارج العهد الجديد
باستثناء الكتاب المقدس، فمن المحتمل أن تكون رسالة ديداخي أو تعاليم الرسل الاثني عشر، التي كانت عبارةً عن كتاب مجهول الكاتب يتألف من 16 فصلًا قصيرًا، هو أقدم نصّ معروفٍ يقدّم تعليمات مكتوبة لإجراء المعمودية. كُتبت النسخة الأولى منها بين الأعوام 60–80 ميلادية تقريبًا. وكُتبت النسخة الثانية مع الإضافات والزيادات بين الأعوام 100–150 ميلادية تقريبًا. ويُتيح هذا العمل، الذي أعيد اكتشافه في القرن التاسع عشر، يُتيح نظرة فريدة على المسيحية في عصر الرسل.